# 半蔵門
座標: 北緯35度41分02秒 東経139度44分44秒 / 北緯35.68389度 東経139.74556度
半蔵門（はんぞうもん）は、皇居（旧江戸城）の門の1つである。
皇居西端に位置し、国道20号（旧甲州街道）に通じている。江戸城の正門にあたる大手門とは正反対の位置にある。住所は東京都千代田区麹町1丁目。江戸城三十六見附の一つ。
門正面にある、内堀通りと新宿通りの交わる交差点の名称（半蔵門交差点）に使用されていることから、同交差点から東京メトロ半蔵門線半蔵門駅周辺の地域名称としても知られている。

## 概要

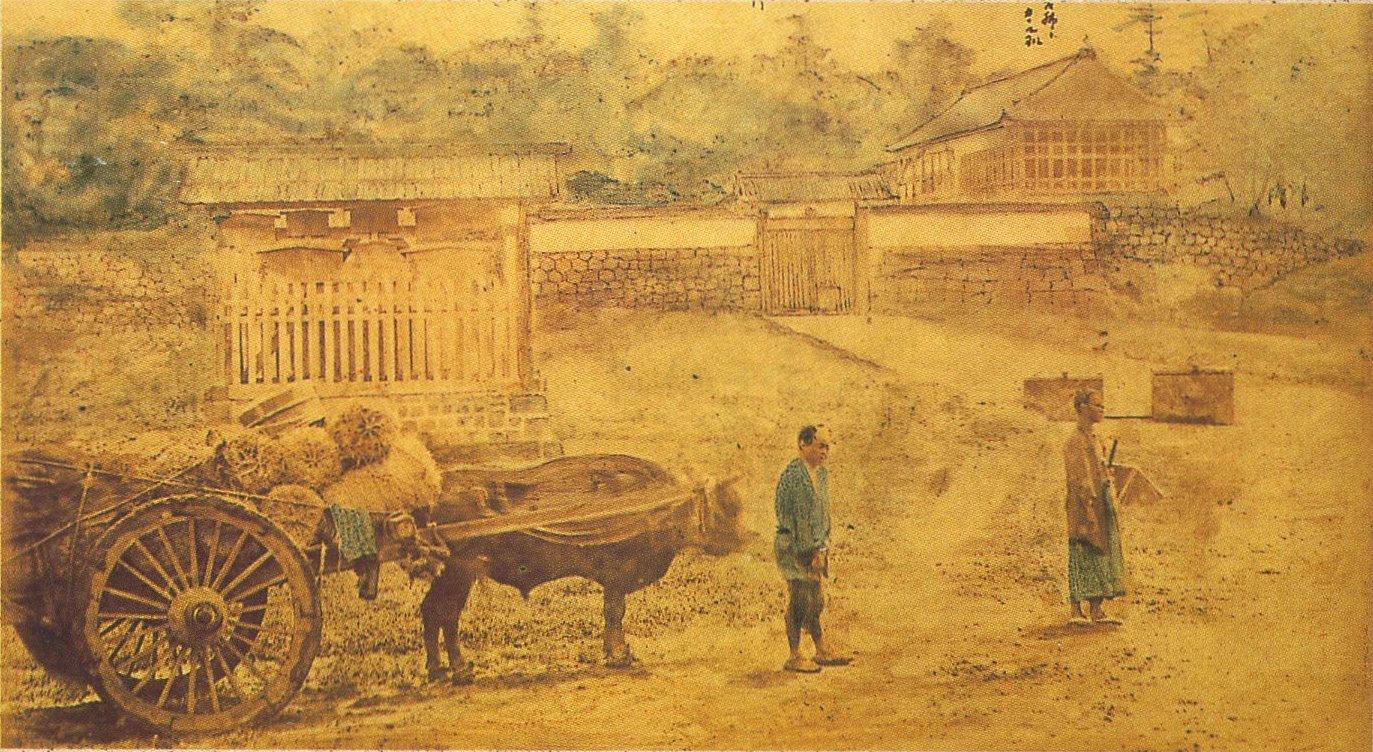
半蔵門（明治初期）

慶長7年（1602年）頃の江戸を描いたとされる『別本慶長江戸図』には既に相当する門が描かれており、また慶長13年（1608年）頃の江戸を描いた『慶長江戸図』には既に「半蔵門口」と記載されている。

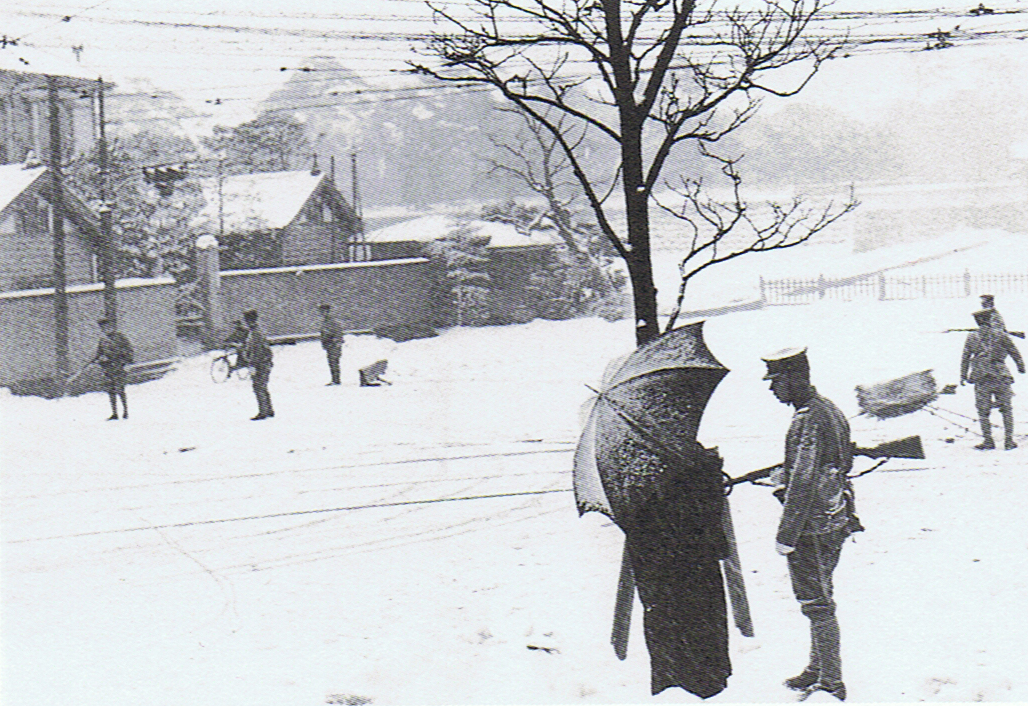
二・二六事件の際の半蔵門（昭和11年）

桜田門と同じような枡形であったが櫓門の部分は明治時代に撤去された。この門内は、江戸時代には吹上御庭と呼ばれ、隠居した先代将軍や、将軍継嗣などの住居とされた。現在は吹上御苑と呼ばれ、御所（天皇・皇后の御所）、吹上大宮御所（昭和天皇・香淳皇后の御所）、宮中三殿、生物学御研究所、天皇が稲作をする水田などがある。そのため、天皇・内廷皇族及び秋篠宮家の皇居への出入りには、主にこの門が用いられている。他の皇族は乾門を使用することが多い。一般人の通行は認められていない。
付近には国立劇場やイギリス大使館がある。

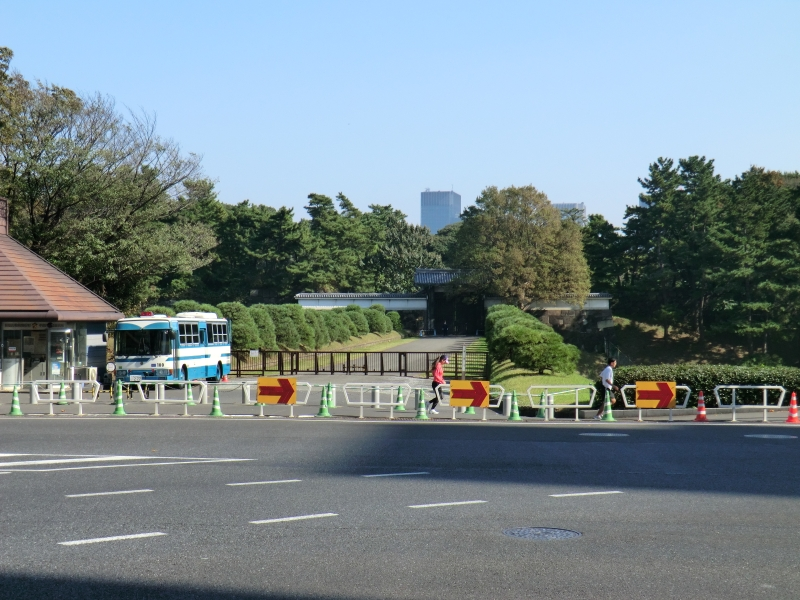
一般人は通行できない（平成23年）

旧来の門は1945年（昭和20年）5月25日の東京大空襲（山の手大空襲）で焼失し、現在の門は和田倉門または吹上門の高麗門を移築したものである。

## 名前の由来

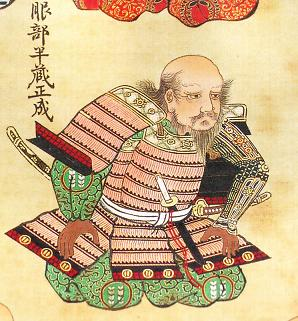
服部半蔵正成

半蔵門の名称については、この門の警固を担当した徳川家の家来服部正成・正就父子の通称「半蔵」に由来するとする説と、山王祭の山車の作り物として作られた象があまりにも大きかったために半分しか入らなかったことに由来するとする説がある。定説は前者であり、服部家の部下（与力30騎、伊賀同心200名）がこの門外に組屋敷を構え、四谷へと通じる甲州街道（現在の国道20号、通称麹町大通り・新宿通り）沿い一帯が旗本屋敷で固められていたことに由来するという。
これは、非常時に将軍を甲州街道から幕府の天領である甲府へと安全に避難させるためと言われている。その意味で、半蔵門は江戸城の搦手門にあたる。